# Nhà hát nghệ thuật Ponghwa
Nhà hát nghệ thuật Ponghwa là một nhà hát nằm ở Bình Nhưỡng, Bắc Triều Tiên.